# Ель-Амара
Ель-Амара (араб. العمارة) — місто на південному сході Іраку, адміністративний центр провінції Майсан. Розташоване на річці Тигр південніше Багдада, в 50 км від ірано-іракського кордону, на висоті 9 м над рівнем моря. Місто лежить на болотах між Тигром і Євфратом. Велика частина населення — шиїти. За даними на 2002 рік населення міста становить близько 340 000 чоловік; за даними на 2005 рік — близько 420 000 чоловік. Є основним торговим центром для навколишніх районів, місто відоме тканинами і срібним приладдям.

## Історія
Місто було засноване у 1860-х роках як військовий табір Османської імперії. Під час Першої світової війни у 1915 році місто було взяте британськими військами. Під час ірано-іракської війни місто і прилегла територія стали об'єктом численних атак з боку Ірану, який прагнув перерізати стратегічно важливий шлях Багдад-Басра. У 1991 році під час Війни в Затоці Ель-Амара був одним з багатьох міст, що повстали проти Саддама Хуссейна, за що згодом населення міста було піддано репресіям.
У 2003 році, під час вторгнення коаліційних сил в Ірак, місто знову стало центром опору Саддаму Хусейну. Однак незабаром після окупації міста британськими військами почалися напади на англійських солдатів. Пізніше місто стало ареною боротьби між «Армією Махді» і загонами організації Бадра. У 2008 році іракська армія провела спецоперацію, що мала на меті припинення контрабанди зброї у Ель-Амарі з довколишнього Ірану.

## Клімат
| Клімат Ель-Амара      | Клімат Ель-Амара | Клімат Ель-Амара | Клімат Ель-Амара | Клімат Ель-Амара | Клімат Ель-Амара | Клімат Ель-Амара | Клімат Ель-Амара | Клімат Ель-Амара | Клімат Ель-Амара | Клімат Ель-Амара | Клімат Ель-Амара | Клімат Ель-Амара | Клімат Ель-Амара |
| Показник              | Січ.             | Лют.             | Бер.             | Квіт.            | Трав.            | Черв.            | Лип.             | Серп.            | Вер.             | Жовт.            | Лист.            | Груд.            |                  |
| Середній максимум, °C | 16,5             | 19,6             | 24,4             | 31,3             | 38,3             | 43,1             | 45,5             | 44,9             | 42,0             | 35,0             | 25,8             | 18,5             |                  |
| Середній мінімум, °C  | 6,2              | 8,1              | 12,0             | 17,5             | 23,2             | 26,6             | 28,5             | 27,6             | 23,6             | 18,3             | 12,0             | 7,8              |                  |
| Норма опадів, мм      | 37.0             | 25.1             | 33.6             | 14.8             | 3.9              | 0.0              | 0.0              | 0.0              | 0.7              | 6.0              | 19.8             | 36.5             |                  |
| Днів з опадами        | 8                | 6                | 7                | 6                | 4                | 0                | 0                | 0                | 0                | 3                | 5                | 6                |                  |
| --------------------- | ---------------- | ---------------- | ---------------- | ---------------- | ---------------- | ---------------- | ---------------- | ---------------- | ---------------- | ---------------- | ---------------- | ---------------- | ---------------- |